# Neviditelné nestvůry
Neviditelné nestvůry (Invisible Monsters) je chronologicky první román Chucka Palahniuka, který však vydavatelé odmítli. K vydání přepracované verze původního rukopisu došlo až v roce 1999, po úspěchu kultovního románu Klub rváčů. V románu jsou naznačena mnohá témata Palahniukových pozdějších knih, autor se v knize věnuje zejména sexu, drogám, homosexualitě a plastickým operacím.
Kniha má velice složitý děj a obsahuje pro Palahniuka typické nečekané zvraty a nechutné scény.

## Nástin děje
Mladá a krásná modelka Shannon a příležitostná herečka v reklamách je převezena do nemocnice po nehodě v autě, během níž byla střelena puškou ráže 7,62 do obličeje a přišla o celou čelist. Omotaná v obvazech a učíce se znovu mluvit, potká v logopedické ordinaci krásnou dokonalou o pár let starší Brandy Alexanderovou. Ta se jí ani nezeptá na jméno a začne pracovat na její nové osobnosti. Bez čelisti bloudí Shannon ulicemi i chodbami nemocnice a je jako „neviditelná nestvůra“, lidé se ji snaží přehlížet a nikdo se jí nezeptá, co se stalo, byť to je to, po čem Shannon nejvíc touží. Právě Brandy je ta, která se zeptá. Po dobu, co je Shannon v nemocnici, je v kontaktu se svou někdejší nejlepší kamarádkou a kolegyní, poněkud mohutnější Evie Cottrelovou, která se za ní občas staví. Když Shannon odejde z nemocnice, je pozvána Evie, aby bydlela s ní v jejím velikém domě na samotce. Evie odjíždí do Mexica a prosí Shannon, aby jí dům pohlídala. Jednou v noci se dovnitř do domu vloupe Manus Kelley, někdejší snoubenec Shannon, který ji s Evie podváděl a po nehodě a ztrátě čelisti se s ní rozešel. Ukřivděná a naštvaná Shannon přistihne vloupavšího Manuse, ozbrojeného nožem, s kulovnicí ráže 7,62 s puškohledem v ruce. Manus tvrdí, že to přišel Shannon všechno vysvětlit, že prý na ni vystřelila Evie. 
Žárlivá Shannon naloží Manuse do kufru auta, Eviin dům zapálí a jede hledat Brandy. Brandy nachází v hotelu, kde bydlí u sester Rheových, a odjíždí s ní a Manusem napříč Amerikou. Od města k městu si vymýšlí nové identity a živí se krádežemi a prodejem léků, které nachází v domech nabízených na prodej. Manus vždy zabaví realitního agenta a Brandy a Shannon jdou krást. Přitom do sebe Brandy cpe nalezené ženské hormony, které musí brát. A občas se něčím předávkuje.  Shannon posílá Evie vyděračský dopis, ve kterém požaduje peníze z pojistky za vyhořelý dům, vydírá, že ji nahlásí na policii jako pachatele střelby na svou čelist. Také připíše, že Manus Kelley je s ní a že ji pořád miluje a že na sobě nechala provést chirurgický zákrok, po kterém vypadá ještě lépe než dřív. Během cestování za kradením léků se Manus postupně zamiluje do Brandy. Při své cestě narazí na dům nabízený Eviinou matkou, realitní agentkou. Ta jim řekla, že Evie se má vdávat. Přitom také Eviina matka prozradila, že Evie dříve byla mužem a v pubertě začala mít pocit, že chce být dívka. To její matka kladla za vinu dámským časopisům. Evie se má vdávat a její matka je pozvala. V den svatby došlo ke konfrontaci mezi Evie, Shannon a Brandy. Evie zastřelila Brandy a Shannon opět podpálila dům. Předtím ale Manus zmizel někam se ženichem. Evie vezme pušku a jde za Brandy, obviňuje ji z požáru, žárlivě na ni křičí, že se snažila vždycky všechny zničit, ačkoliv byla nejkrásnější a mohla si žít v klidu a pohodě. Pak Brandy střelí. 
Shannon odjakživa žárlila na svého staršího bratra Shana, který sklízel všechnu pozornost rodičů a to zejména poté, co se přiznal, že je gay. Shane jednou vynášel odpad do hořícího barelu na ulici, když v tom vybouchla lahev od laku na vlasy a znetvořila jej. Policie to vyšetřovala, domnívala se, že šlo o zanedbání péče ze strany rodičů, a mladý detektiv z mravnostního oddělení, který Shana vyslýchal, jej zneužil. Od něj dostal Shane pohlavní nemoc, kvůli níž jej rodiče vyhnali z domu. Poté se jej ualy sestry Rheovy, trojice transsexuálů, kteří přivedli na trh novou panenku a tak zbohatli, a ty daly Shaneovi novou identitu – zaplatili mu mnoho plastických operací a chirurgických zákroků, aby mu změnili život, aby ho změnili na ženu. Na dokonalou ženu s velkými prsy a obvodem pasu čtyřicet centimetrů, čímž by se dokonale podobala jejich produktu, panence, a stala by se dobrou tváří jejich reklamy. Sestry Rheovy zavolaly rodičům Shana a Shannon a řekli jim, že Shane zemřel. Od té chvíle se z maloměstských rodičů stali paranoidní bojovníci za práva homosexuálů. Shane nikdy nechtěl být doopravdy ženou, ale bylo to to nejhorší, co mohl udělat, čím se mohl vymanit z vlivu rodičů a společnosti, jež člověku odjakživa kážou vyhýbat se chybám. Tohle byla nejhorší chyba, jakou si Shane dovedl představit, takže se změnil na Brandy Alexanderovou a k dokonalosti už chybí jen vaginoplastika. 
Manus pracoval nejprve jako detektiv u mravnostního oddělení. Jeho práce spočívala mimo jiné v tom, že v upnutých plavkách chodil po pláži a fungoval jako volavka na gaye a úchyly, které poté policie zatkla. Po čase se provařil, úchylové ho již poznávali a on ztrácel svou jiskru. Začal se věnovat práci na svém zevnějšku a chodil se Shannon do gay barů, kde se snažil okouzlit přítomné muže, aby se vcítil do své role u policie. Shannon mu to trpěla, prostě si myslela, že každý vztah musí mít nějakou chybku. Zřejmě v sobě měl gaye odjakživa. 
Brandy neví, že je Shannon jeho/její sestra, nicméně jsou si hodně podobní. Protože má ale Shannon půlku obličeje pryč (po nehodě ji sezobali ptáci), Evie střelí na Brandy v domnění, že je to Shannon, načež Shannon všechno vysvětluje Brandy/Shaneovi psaním po zdi krví na podlaze. Shannon se střelila sama. Nudilo ji být věčně ve světlech reflektorů, kde je všem na očích, aniž by cokoliv dokázala a všichni o ní všechno ví. Chtěla na sebe upozornit něčím, co sama dokázala, chtěla, aby se jí okolí ptalo, co se stalo. Proto se střelila, aby sama mohla něco dokázat, aby za ní mluvilo její dílo (neví, jestli to bude umění nebo jiná činnost) a ne její tělo. Nechtěla být otrokem fotografů a producentů, chtěla sama něco dokázat. Rozhodla se započít svůj nový život tak, že si ustřelila čelist. Po nevydařené Eviině svatbě skončila Brandy v nemocnici. Shannon se rozhodla, že jí přenechá svou identitu (jako sourozenci si jsou podobní a Shannonina kariéra nemůže po ustřelení čelisti pokračovat, tak ať pokračuje Brandy). Položí své doklady k nohám nemocniční postele a odejde. 